# Сетеман Шервашидзе
Сетеман Шервашидзе (груз. სეტემან შარვაშიძე; д/н — 1640) — 2-й мтаварі (князь) Абхазії в 1630—1640 роках.

## Життєпис
Походив з роду Чачба. Син мтаварі Путу. 1623 року спільно з Леваном II Дадіані і князем Мамією II Гуріелі брав участь у кампанії проти імеретинського царя Георгія III.
1627 року батьком розділив свої володіння між Сетеманом і його братами Беслако і Соломоном. 1630 року після смерті батька отримав титул мтаварі від Левана II Дадіані, князя Мегрелії. Оскільки Сетеман не був старшим сином, той ймовірно вибір його в мтаварі криється в тому, що він видав свою доньку Танурію за Дадіані.
У 1630-х роках між Сетеманом і Леваном II спалахнула війна через особисту образу. Останній завдав поразки абхазам, вдерся до власних володінь Сетемана, дійшовши до річки Бзибь. 
Сетеман помер близько 1640 року. Йому спадкував син Сустар.